# Węgry na Letnich Igrzyskach Olimpijskich 2020
Węgry na Letnich Igrzyskach Olimpijskich 2020 reprezentowało 169 zawodników. Był to dwudziesty siódmy start reprezentacji Węgier na letnich igrzyskach olimpijskich.

## Zdobyte medale
| Medal  | Zawodnik | Dyscyplina           | Konkurencja               | Rezultat                                                    | Data       | Źródło |
| ------ | --- | -------------------- | ------------------------- | ----------------------------------------------------------- | ---------- | ------ |
| Złoto  | Áron Szilágyi | Szermierka           | szabla indywidualnie      | 15-7                                                        | 24 lipca   | [ 1 ]  |
| Złoto  | Kristóf Milák | Pływanie             | 200 m stylem motylkowym   | 1:51.25                                                     | 28 lipca   | [ 2 ]  |
| Złoto  | Bálint Kopasz | Kajakarstwo          | K-1 1000 m mężczyzn       | 3:20,643                                                    | 3 sierpnia | [ 3 ]  |
| Złoto  | Tamás Lőrincz | Zapasy               | styl klasyczny do 77 kg   |                                                             | 3 sierpnia | [ 4 ]  |
| Złoto  | Sándor Tótka | Kajakarstwo          | K-1 200 m mężczyzn        | 35.035                                                      | 5 sierpnia | [ 5 ]  |
| Złoto  | Danuta Kozák Tamara Csipes Anna Kárász Dóra Bodonyi | Kajakarstwo          | K-4 500 m kobiet          | 1:35,463                                                    | 7 sierpnia | [ 6 ]  |
| Srebro | Gergely Siklósi | Szermierka           | szpada indywidualnie      | 10-15                                                       | 25 lipca   | [ 7 ]  |
| Srebro | Kristóf Milák | Pływanie             | 100 m stylem motylkowym   | 49.68                                                       | 31 lipca   | [ 8 ]  |
| Srebro | Ádám Varga | Kajakarstwo          | K-1 1000 m mężczyzn       | 3:22.431                                                    | 3 sierpnia | [ 3 ]  |
| Srebro | Zsombor Berecz | Żeglarstwo           | Finn                      | 48 pkt                                                      | 3 sierpnia | [ 9 ]  |
| Srebro | Viktor Lőrincz | Zapasy               | styl klasyczny do 87 kg   | 1-5                                                         | 4 sierpnia | [ 10 ] |
| Srebro | Kristóf Rasovszky | Pływanie             | 10 km na otwartym akwenie | 1:48:59,0                                                   | 5 sierpnia | [ 11 ] |
| Srebro | Tamara Csipes | Kajakarstwo          | K-1 500 m kobiet          | 1:51.855                                                    | 5 sierpnia | [ 12 ] |
| Brąz   | Áron Szilágyi András Szatmári Tamás Decsi Csanád Gémesi | Szermierka           | szabla drużynowo          | 45-40                                                       | 28 lipca   | [ 13 ] |
| Brąz   | Krisztián Tóth | Judo                 | do 90 kg                  | W pojedynku o brązowy medal wygrał z Michaiłem Igolnikowem. | 28 lipca   | [ 14 ] |
| Brąz   | Danuta Kozák Dóra Bodonyi | Kajakarstwo          | K-2 500 m kobiet          | 1:36.867                                                    | 3 sierpnia | [ 15 ] |
| Brąz   | Sarolta Kovács | Pięciobój nowoczesny | turniej kobiet            | 1368 pkt                                                    | 6 sierpnia | [ 16 ] |
| Brąz   | Gábor Hárspataki | Karate               | Kumite – do 75 kg         |                                                             | 6 sierpnia | [ 17 ] |
| Brąz   | Edina Gangl Krisztina Garda Gréta Gurisatti Anikó Gyöngyössy Anna Illés Rita Keszthelyi Dóra Leimeter Alda Magyari Rebecca Parkes Nataša Rybanská Dorottya Szilágyi Gabriella Szűcs Vanda Vályi | Piłka wodna          | Turniej kobiet            | W meczu o 3. miejsce wygrały 9-5                            | 7 sierpnia | [ 18 ] |
| Brąz   | Dániel Angyal Balázs Erdélyi Balázs Hárai Norbert Hosnyánszky Szilárd Jansik Krisztián Manhercz Tamás Mezei Viktor Nagy Mátyás Pásztor Márton Vámos Dénes Varga Soma Vogel Gergő Zalánki        | Piłka wodna          | Turniej mężczyzn          | W meczu o 3. miejsce wygrali z reprezentacją Hiszpanii 9-5  | 8 sierpnia | [ 19 ] |

## Skład kadry

### Badminton
| Zawodnik       | Konkurencja        | Faza grupowa              | Faza grupowa                       | Faza grupowa     | Pozycja | 1/8              | Ćwierćfinały     | Półfinały        | Finał            | Finał   | Źródło               |
| Zawodnik       | Konkurencja        | Przeciwnik Wynik          | Przeciwnik Wynik                   | Przeciwnik Wynik | Pozycja | Przeciwnik Wynik | Przeciwnik Wynik | Przeciwnik Wynik | Przeciwnik Wynik | Pozycja | Źródło               |
| -------------- | ------------------ | ------------------------- | ---------------------------------- | ---------------- | ------- | ---------------- | ---------------- | ---------------- | ---------------- | ------- | -------------------- |
| Gergely Krausz | gra pojedyncza (m) | Ginting 0-2 (13-21, 8-21) | Siergiej Sirant 0-2 (18-21, 18-21) | N\A              | 3.      | NQ               | NQ               | NQ               | NQ               | 15.     | [ 20 ] [ 21 ] [ 22 ] |
| Laura Sárosi   | gra pojedyncza (k) | Intanon 0-2 (5-21, 10-21) | Soniia Cheah Su Ya nie odbył się   | N\A              | 3.      | NQ               | NQ               | NQ               | NQ               | DNF     | [ 20 ] [ 23 ] [ 24 ] |

### Boks
| Zawodnik     | Konkurencja            | 1/16              | 1/8              | Ćwierćfinał      | Półfinał         | Finał            | Finał   | Źródło |
| Zawodnik     | Konkurencja            | Przeciwnik Wynik  | Przeciwnik Wynik | Przeciwnik Wynik | Przeciwnik Wynik | Przeciwnik Wynik | Miejsce | Źródło |
| ------------ | ---------------------- | ----------------- | ---------------- | ---------------- | ---------------- | ---------------- | ------- | ------ |
| Roland Gálos | waga piórkowa mężczyzn | Temirzhanov P 0-5 | NQ               | NQ               | NQ               | NQ               | 17.     | [ 25 ] |

### Gimnastyka
| Zawodniczka   | Konkurencja             | Kwalifikacje | Kwalifikacje | Kwalifikacje | Kwalifikacje | Kwalifikacje | Kwalifikacje | Finał     | Finał     | Finał     | Finał     | Finał  | Finał   | Źródło |
| Zawodniczka   | Konkurencja             | Przyrządy    | Przyrządy    | Przyrządy    | Przyrządy    | Razem        | Pozycja      | Przyrządy | Przyrządy | Przyrządy | Przyrządy | Razem  | Pozycja | Źródło |
| Zawodniczka   | Konkurencja             | V            | UB           | BB           | F            | Razem        | Pozycja      | V         | UB        | BB        | F         | Razem  | Pozycja | Źródło |
| ------------- | ----------------------- | ------------ | ------------ | ------------ | ------------ | ------------ | ------------ | --------- | --------- | --------- | --------- | ------ | ------- | ------ |
| Zsófia Kovács | wielobój indywidualnie  | 14,500       | 14,433       | 13,133       | 12,666       | 54,732       | 16.          | 14,500    | 14,233    | 12,100    | 12,600    | 53,433 | 14.     | [ 26 ] |
| Zsófia Kovács | ćwiczenia na poręczach  | N/A          | 14,433       | N/A          | N/A          | 14,433       | 14.          | NQ        | NQ        | NQ        | NQ        | NQ     | NQ      | [ 26 ] |
| Zsófia Kovács | ćwiczenia na równoważni | N/A          | N/A          | 13,133       | N/A          | 13,133       | 29.          | NQ        | NQ        | NQ        | NQ        | NQ     | NQ      | [ 26 ] |
| Zsófia Kovács | ćwiczenia wolne         | N/A          | N/A          | N/A          | 12,666       | 12,666       | 48.          | NQ        | NQ        | NQ        | NQ        | NQ     | NQ      | [ 26 ] |

### Gimnastyka artystyczna
| Zawodniczka     | Konkurencja            | Eliminacje | Eliminacje | Eliminacje | Eliminacje | Eliminacje | Finał  | Finał | Finał   | Finał   | Finał | Pozycja | Źródło |
| Zawodniczka     | Konkurencja            | Obręcz     | Piłka      | Maczugi    | Skakanka   | Razem      | Obręcz | Piłka | Maczugi | Wstążka | Razem | Pozycja | Źródło |
| --------------- | ---------------------- | ---------- | ---------- | ---------- | ---------- | ---------- | ------ | ----- | ------- | ------- | ----- | ------- | ------ |
| Fanni Pigniczki | wielobój indywidualnie | 21,200     | 22,400     | 21,350     | 19,450     | 84,400     | NQ     | NQ    | NQ      | NQ      | NQ    | 20.     | [ 27 ] |

### Judo
| Zawodnik         | Konkurencja | 1/32                | 1/16                | 1/8                      | Ćwierćfinał         | Półfinał            | Repasaże            | Finał / 3.miejsce   | Finał / 3.miejsce | Źródła |
| Zawodnik         | Konkurencja | Przeciwniczka Wynik | Przeciwniczka Wynik | Przeciwniczka Wynik      | Przeciwniczka Wynik | Przeciwniczka Wynik | Przeciwniczka Wynik | Przeciwniczka Wynik | Pozycja           | Źródła |
| ---------------- | ----------- | ------------------- | ------------------- | ------------------------ | ------------------- | ------------------- | ------------------- | ------------------- | ----------------- | ------ |
| Attila Ungvári   | -81 kg (m)  | Abdelaal P 00-10    | NQ                  | NQ                       | NQ                  | NQ                  | NQ                  | NQ                  | 32.               | [ 28 ] |
| Krisztián Tóth   | -90 kg (m)  | N/A                 | Misenga W 000-101   | Mukai W 10-00            | Trippel P 00-10     | NQ                  | van ’t End W 01-00  | Igolnikow W 01-00   | brąz              | [ 29 ] |
| Miklós Cirjenics | -100 kg (m) | N/A                 | Borodavko W w/o     | Iljasow P 00-10          | NQ                  | NQ                  | NQ                  | NQ                  | 9.                | [ 30 ] |
| Éva Csernoviczki | -48 kg (k)  | N/A                 | Likmabam W 10-00    | Tonaki P 00-10           | NQ                  | NQ                  | NQ                  | NQ                  | 9.                | [ 31 ] |
| Réka Pupp        | -52 kg (k)  | N/A                 | Kelmendi W 01-00    | Angelica Delgado W 10-00 | Kocher P 00-10      | NQ                  | Park Da-sol W 01-00 | Giuffrida P 00-10   | 5.                | [ 32 ] |
| Hedvig Karakas   | -57 kg (k)  | N/A                 | Kowalczyk P 00-01   | NQ                       | NQ                  | NQ                  | NQ                  | NQ                  | 17.               | [ 33 ] |
| Szofi Özbas      | -63 kg (k)  | N/A                 | Trajdos W 01-00     | Centracchio P 00-11      | NQ                  | NQ                  | NQ                  | NQ                  | 9.                | [ 34 ] |

### Kajakarstwo
| Zawodnik                                             | Konkurencja    | Eliminacje | Eliminacje | Ćwierćfinały | Ćwierćfinały | Półfinały | Półfinały | Finał A/B | Finał A/B  | Pozycja | Źródło |
| Zawodnik                                             | Konkurencja    | Czas       | Pozycja    | Czas         | Pozycja      | Czas      | Pozycja   | Czas      | Pozycja    | Pozycja | Źródło |
| ---------------------------------------------------- | -------------- | ---------- | ---------- | ------------ | ------------ | --------- | --------- | --------- | ---------- | ------- | ------ |
| Kolos Csizmadia                                      | K-1 200 m (m)  | 34,442     | 1.         | N/A          | N/A          | 35,099    | 1.        | 35,317    | 4. Finał A | 4.      | [ 35 ] |
| Sándor Tótka                                         | K-1 200 m (m)  | 35,070     | 1.         | N/A          | N/A          | 35,114    | 1.        | 35,035    | 1. Finał A | złoto   | [ 35 ] |
| Bálint Kopasz                                        | K-1 1000 m (m) | 3:39,084   | 1.         | N/A          | N/A          | 3:24,558  | 1.        | 3:20,643  | 1. Final A | złoto   | [ 35 ] |
| Ádám Varga                                           | K-1 1000 m (m) | 3:39,650   | 2.         | N/A          | N/A          | 3:23,634  | 2.        | 3:22,431  | 2. Final A | srebro  | [ 35 ] |
| Bence Nádas Bálint Kopasz                            | K-2 1000 m (m) | 3:11,877   | 1.         | N/A          | N/A          | 3:18,316  | 2.        | 3:16,535  | 4. Final A | 4.      | [ 35 ] |
| Kornél Béke Ádám Varga                               | K-2 1000 m (m) | 3:26,732   | 4.         | 3:15,225     | 3.           | 3:20,197  | 5.        | 3:24,757  | 4. Final B | 12.     | [ 35 ] |
| Bence Nádas Kornél Béke Kolos Csizmadia Sándor Tótka | K-4 500 m (m)  | 1:34,274   | 5.         | 1:23,727     | 1.           | 1:24,918  | 3.        | 1:25,068  | 7. Final A | 7.      | [ 35 ] |
| Dániel Fejes                                         | C-1 1000 m (m) | 4:34,000   | 6.         | 4:21,847     | 5.           | NQ        | NQ        | NQ        | NQ         | NQ      | [ 35 ] |
| Balázs Adolf                                         | C-1 1000 m (m) | 4:01,665   | 2.         | N/A          | N/A          | 4:09,177  | 5.        | 4:07,613  | 7. Final B | 15.     | [ 35 ] |
| Balázs Adolf Dániel Fejes                            | C-2 1000 m (m) | 3:53,964   | 7.         | 5:53,559     | 4.           | N/A       | N/A       | 3:32,076  | 3. Final B | 11.     | [ 35 ] |
| Dóra Lucz                                            | K-1 200 m (k)  | 41,098     | 1.         | N/A          | N/A          | 39,713    | 1.        | 39,442    | 6. Final A | 6.      | [ 35 ] |
| Anna Kárász                                          | K-1 200 m (k)  | 41,127     | 2.         | N/A          | N/A          | 40,724    | 8.        | 41,242    | 8. Final B | 16.     | [ 35 ] |
| Danuta Kozák                                         | K-1 500 m (k)  | 1:48,730   | 1.         | N/A          | N/A          | 1:52,016  | 1.        | 1:53,414  | 4. Final A | 4.      | [ 35 ] |
| Tamara Csipes                                        | K-1 500 m (k)  | 1:48,790   | 1.         | N/A          | N/A          | 1:51,698  | 1.        | 1:51,855  | 2. Final A | srebro  | [ 35 ] |
| Danuta Kozák Dóra Bodonyi                            | K-2 500 m (k)  | 1:45,735   | 1.         | N/A          | N/A          | 1:37,912  | 1.        | 1:36,867  | 3. Final A | brąz    | [ 35 ] |
| Tamara Csipes Erika Medveczky                        | K-2 500 m (k)  | 1:42,776   | 1.         | N/A          | N/A          | 1:38,446  | 2.        | 1:37,114  | 4. Final A | 4.      | [ 35 ] |
| Danuta Kozák Dóra Bodonyi Tamara Csipes Anna Kárász  | K-4 500 m (k)  | 1:33,335   | 1.         | N/A          | N/A          | 1:36,529  | 1.        | 1:35,463  | 1. Final A | złoto   | [ 35 ] |
| Virág Balla                                          | C-1 200 m (k)  | 46,852     | 3.         | 46,218       | 1.           | 48,257    | 6.        | 47,560    | 1. Final B | 9.      | [ 35 ] |
| Kincső Takács                                        | C-1 200 m (k)  | 47,977     | 2.         | N/A          | N/A          | 49,178    | 8.        | 48,921    | 6. Final B | 14.     | [ 35 ] |
| Virág Balla Kincső Takács                            | C-2 500 m (k)  | 2:02,344   | 2.         | N/A          | N/A          | 2:04,545  | 3.        | 2:00,289  | 5. Final A | 5.      | [ 35 ] |

### Karate
| Zawodnik         | Konkurencja       | Faza grupowa     | Faza grupowa     | Faza grupowa     | Faza grupowa     | Faza grupowa | Półfinały        | Finał            | Finał   | Źródło                             |
| Zawodnik         | Konkurencja       | Przeciwnik Wynik | Przeciwnik Wynik | Przeciwnik Wynik | Przeciwnik Wynik | Pozycja      | Przeciwnik Wynik | Przeciwnik Wynik | Pozycja | Źródło                             |
| ---------------- | ----------------- | ---------------- | ---------------- | ---------------- | ---------------- | ------------ | ---------------- | ---------------- | ------- | ---------------------------------- |
| Gábor Hárspataki | do 75 kg mężczyzn | Abdelaziz 2:2    | Scott 3:8        | Horuna 0:0       | Nishimura 3:1    | 1.           | Ağayev 0:7       | NQ               | brąz    | [ 36 ] [ 37 ] [ 38 ] [ 39 ] [ 40 ] |

### Kolarstwo

#### Kolarstwo szosowe
| Zawodnik      | Konkurencja                    | Czas | Pozycja | Źródło |
| ------------- | ------------------------------ | ---- | ------- | ------ |
| Attila Valter | wyścig ze startu wspólnego (m) | DNF  | DNF     | [ 41 ] |

#### Kolarstwo górskie
| Zawodnik        | Konkurencja       | Czas    | Pozycja | Źródło |
| --------------- | ----------------- | ------- | ------- | ------ |
| Kata Blanka Vas | cross-country (k) | 1:17:55 | 4.      | [ 42 ] |
| András Parti    | cross-country (m) | 1:35:33 | 32.     | [ 43 ] |

### Lekkoatletyka
Konkurencje biegowe
| Zawodnik          | Konkurencja               | Eliminacje | Eliminacje | Półfinał | Półfinał | Finał   | Finał   | Źródło |
| Zawodnik          | Konkurencja               | Wynik      | Miejsce    | Wynik    | Miejsce  | Wynik   | Miejsce | Źródło |
| ----------------- | ------------------------- | ---------- | ---------- | -------- | -------- | ------- | ------- | ------ |
| István Szögi      | 1500 m (m)                | 3:38,79    | 12.        | NQ       | NQ       | NQ      | NQ      | [ 44 ] |
| Valdó Szűcs       | 110 m przez płotki(m)     | 13,50      | 3.         | 13,40    | 4.       | NQ      | NQ      | [ 45 ] |
| Máté Koroknai     | 400 m przez płotki (m)    | 49,80      | 6.         | NQ       | NQ       | NQ      | NQ      | [ 46 ] |
| Máté Helebrandt   | chód na 50 km (m)         | N/A        | N/A        | N/A      | N/A      | 3:57:53 | 17.     | [ 47 ] |
| Bence Venyercsán  | chód na 50 km (m)         | N/A        | N/A        | N/A      | N/A      | 3:59,05 | 20.     | [ 47 ] |
| Bianka Kéri       | 800 m (k)                 | 2:02,82    | 6.         | NQ       | NQ       | NQ      | NQ      | [ 48 ] |
| Luca Kozák        | 100 m przez płotki (k)    | 12,97      | 3.         | DNF      | DNF      | NQ      | NQ      | [ 49 ] |
| Zita Kácser       | 3000 m z przeszkodami (k) | 10:43,99   | 13.        | N/A      | N/A      | NQ      | NQ      | [ 50 ] |
| Lili Anna Tóth    | 3000 m z przeszkodami (k) | 9:30,96    | 7.         | N/A      | N/A      | NQ      | NQ      | [ 50 ] |
| Barbara Kovács    | chód na 20 km (k)         | N/A        | N/A        | N/A      | N/A      | 1:41:49 | 46.     | [ 51 ] |
| Viktória Madarász | chód na 20 km (k)         | N/A        | N/A        | N/A      | N/A      | DNF     | DNF     | [ 51 ] |

Konkurencje techniczne
| Zawodnik            | Konkurencja        | Kwalifikacje | Kwalifikacje | Finał | Finał   | Źródło |
| Zawodnik            | Konkurencja        | Wynik        | Miejsce      | Wynik | Miejsce | Źródło |
| ------------------- | ------------------ | ------------ | ------------ | ----- | ------- | ------ |
| Norbert Rivasz-Tóth | rzut oszczepem     | 77,76        | 22.          | NQ    | NQ      | [ 52 ] |
| Bence Halász        | rzut młotem (m)    | 75,39        | 14.          | NQ    | NQ      | [ 53 ] |
| Réka Gyurátz        | rzut młotem (k)    | 66,48        | 26.          | NQ    | NQ      | [ 54 ] |
| Réka Szilágyi       | rzut oszczepem (k) | 57,39        | 25.          | NQ    | NQ      | [ 55 ] |
| Anita Márton        | pchnięcie kulą (k) | 17,59        | 21.          | NQ    | NQ      | [ 56 ] |
| Anasztázia Nguyen   | skok w dal (k)     | 6,52         | 16.          | NQ    | NQ      | [ 57 ] |

Wieloboje
Siedmiobój
| Zawodnik      | Konkurencja | 100 m | HJ   | SP    | 200 m | LJ   | JT    | 800 m   | Razem | Pozycja | Źródło |
| ------------- | ----------- | ----- | ---- | ----- | ----- | ---- | ----- | ------- | ----- | ------- | ------ |
| Xénia Krizsán | Rezultat    | 13,58 | 1,74 | 13,78 | 24,96 | 5,88 | 50,59 | 2:07,65 | 6295  | 13.     | [ 58 ] |
| Xénia Krizsán | Punkty      | 1039  | 903  | 779   | 890   | 813  | 872   | 999     | 6295  | 13.     | [ 58 ] |

### Łucznictwo
| Zawodnik             | Konkurencja       | Runda rankingowa | Runda rankingowa | 1/64              | 1/32             | 1/16             | 1/8              | Ćwierćfinały     | Półfinały        | Finał            | Finał   | Źródło               |
| Zawodnik             | Konkurencja       | Wynik            | Miejsce          | Przeciwnik Wynik  | Przeciwnik Wynik | Przeciwnik Wynik | Przeciwnik Wynik | Przeciwnik Wynik | Przeciwnik Wynik | Przeciwnik Wynik | Pozycja | Źródło               |
| -------------------- | ----------------- | ---------------- | ---------------- | ----------------- | ---------------- | ---------------- | ---------------- | ---------------- | ---------------- | ---------------- | ------- | -------------------- |
| Mátyás László Balogh | indywidualnie (m) | 632              | 61.              | Kim Woo-jin P 0-6 | NQ               | NQ               | NQ               | NQ               | NQ               | NQ               | 33.     | [ 59 ] [ 60 ] [ 61 ] |

### Piłka ręczna
Turniej kobiet
- Reprezentacja kobiet

| - Szandra Szöllősi-Zácsik - Nadine Schatzl - Zita Szucsánszki - Anikó Kovacsics - Melinda Szikora - Anett Kisfaludy - Blanka Bíró - Gréta Márton - Nikolett Papp |  | - Petra Vámos - Katrin Klujber - Noémi Háfra - Réka Bordás - Kinga Janurik - Viktória Lukács - Fanny Helembai - Zsuzsanna Tomori |

| Drużyna | Konkurencja    | Faza grupowa     | Faza grupowa     | Faza grupowa     | Faza grupowa     | Faza grupowa     | Faza grupowa | Ćwierćfinały     | Półfinały        | Finał mecz o 3. miejsce | Pozycja | Źródło        |
| Drużyna | Konkurencja    | Przeciwnik Wynik | Przeciwnik Wynik | Przeciwnik Wynik | Przeciwnik Wynik | Przeciwnik Wynik | Pozycja      | Przeciwnik Wynik | Przeciwnik Wynik | Przeciwnik Wynik        | Pozycja | Źródło        |
| ------- | -------------- | ---------------- | ---------------- | ---------------- | ---------------- | ---------------- | ------------ | ---------------- | ---------------- | ----------------------- | ------- | ------------- |
| Węgry   | turniej kobiet | Francja 29:30    | Brazylia 27:33   | Rosja 31:38      | Hiszpania 29:25  | Szwecja 26:23    | 4.           | Norwegia 22:26   | NQ               | NQ                      | 7.      | [ 62 ] [ 63 ] |

### Piłka wodna
Turniej kobiet
- Reprezentacja kobiet

| - Edina Gangl - Dóra Leimeter - Alda Magyari - Krisztina Garda - Gréta Gurisatti - Anikó Gyöngyössy - Anna Illés |  | - Rita Keszthelyi - Rebecca Parkes - Nataša Rybanská - Dorottya Szilágyi - Gabriella Szűcs - Vanda Vályi |

| Drużyna | Konkurencja    | Faza grupowa                      | Faza grupowa           | Faza grupowa     | Faza grupowa     | Faza grupowa | Ćwierćfinały     | Półfinały        | Finał mecz o 3. miejsce          | Pozycja | Źródło                      |
| Drużyna | Konkurencja    | Przeciwnik Wynik                  | Przeciwnik Wynik       | Przeciwnik Wynik | Przeciwnik Wynik | Pozycja      | Przeciwnik Wynik | Przeciwnik Wynik | Przeciwnik Wynik                 | Pozycja | Źródło                      |
| ------- | -------------- | --------------------------------- | ---------------------- | ---------------- | ---------------- | ------------ | ---------------- | ---------------- | -------------------------------- | ------- | --------------------------- |
| Węgry   | turniej kobiet | Rosyjski Komitet Olimpijski 10:10 | Stany Zjednoczone 10:9 | Japonia 17:13    | Chiny 9:11       | 2.           | Holandia 14:11   | Hiszpania 6:8    | Rosyjski Komitet Olimpijski 11:9 | brąz    | [ 64 ] [ 65 ] [ 66 ] [ 67 ] |

Turniej mężczyzn
- Reprezentacja mężczyzn

| - Dániel Angyal - Balázs Erdélyi - Balázs Hárai - Norbert Hosnyánszky - Szilárd Jansik - Krisztián Manhercz - Tamás Mezei |  | - Tamás Mezei - Viktor Nagy - Mátyás Pásztor - Márton Vámos - Dénes Varga - Soma Vogel - Gergő Zalánki |

| Drużyna | Konkurencja      | Faza grupowa     | Faza grupowa     | Faza grupowa           | Faza grupowa           | Faza grupowa     | Faza grupowa | Ćwierćfinały     | Półfinały        | Finał mecz o 3. miejsce | Pozycja | Źródło                      |
| Drużyna | Konkurencja      | Przeciwnik Wynik | Przeciwnik Wynik | Przeciwnik Wynik       | Przeciwnik Wynik       | Przeciwnik Wynik | Pozycja      | Przeciwnik Wynik | Przeciwnik Wynik | Przeciwnik Wynik        | Pozycja | Źródło                      |
| ------- | ---------------- | ---------------- | ---------------- | ---------------------- | ---------------------- | ---------------- | ------------ | ---------------- | ---------------- | ----------------------- | ------- | --------------------------- |
| Węgry   | turniej mężczyzn | Grecja 9:10      | Japonia 16:11    | Południowa Afryka 23:1 | Stany Zjednoczone 11:8 | Włochy 5:5       | 3.           | Chorwacja 15:11  | Grecja 6:9       | Hiszpania 9:5           | brąz    | [ 68 ] [ 69 ] [ 70 ] [ 71 ] |

### Pływanie
| Zawodnik                                                     | Konkurencja                          | Eliminacje | Eliminacje | Półfinał | Półfinał | Finał     | Finał   | Źródło                  |
| Zawodnik                                                     | Konkurencja                          | Czas       | Miejsce    | Czas     | Miejsce  | Czas      | Miejsce | Źródło                  |
| ------------------------------------------------------------ | ------------------------------------ | ---------- | ---------- | -------- | -------- | --------- | ------- | ----------------------- |
| Maxim Lobanovskij                                            | 50 m dowolnym (m)                    | 22,25      | 26.        | NQ       | NQ       | NQ        | NQ      | [ 72 ] [ 73 ] [ 74 ]    |
| Nándor Németh                                                | 100 m dowolnym (m)                   | 48,11      | 9.         | 47,81    | 7.       | 48,10     | 8.      | [ 75 ] [ 76 ] [ 77 ]    |
| Szebasztián Szabó                                            | 100 m dowolnym (m)                   | 48,51      | 20.        | NQ       | NQ       | NQ        | NQ      | [ 75 ] [ 76 ] [ 77 ]    |
| Nándor Németh                                                | 200 m dowolnym (m)                   | 1:46,19    | 12.        | 1:47,20  | 15.      | NQ        | NQ      | [ 78 ] [ 79 ] [ 80 ]    |
| Dominik Kozma                                                | 200 m dowolnym (m)                   | 1:48,87    | 30.        | NQ       | NQ       | NQ        | NQ      | [ 78 ] [ 79 ] [ 80 ]    |
| Gábor Zombori                                                | 400 m dowolnym (m)                   | 3:47,99    | 18.        | N/A      | N/A      | NQ        | NQ      | [ 81 ] [ 82 ]           |
| Ákos Kalmár                                                  | 800 m dowolnym (m)                   | 7:55,85    | 22.        | N/A      | N/A      | NQ        | NQ      | [ 83 ] [ 84 ]           |
| Gergely Gyurta                                               | 1500 m dowolnym (m)                  | 15:01,85   | 15.        | N/A      | N/A      | NQ        | NQ      | [ 85 ] [ 86 ]           |
| Ákos Kalmár                                                  | 1500 m dowolnym (m)                  | 15:17,02   | 22.        | N/A      | N/A      | NQ        | NQ      | [ 85 ] [ 86 ]           |
| Ádám Telegdy                                                 | 100 m grzbietowym (m)                | 54,42      | 29.        | NQ       | NQ       | NQ        | NQ      | [ 87 ] [ 88 ] [ 89 ]    |
| Richárd Bohus                                                | 100 m grzbietowym (m)                | DSQ        | DSQ        | NQ       | NQ       | NQ        | NQ      | [ 87 ] [ 88 ] [ 89 ]    |
| Ádám Telegdy                                                 | 200 m grzbietowym (m)                | 1:57,70    | 14.        | 1:56,19  | 4.       | 1:56,15   | 5.      | [ 90 ] [ 91 ] [ 92 ]    |
| Kristóf Milák                                                | 100 m motylkowym (m)                 | 50,62      | 2.         | 50,31    | 1.       | 49,68     | srebro  | [ 93 ] [ 94 ] [ 95 ]    |
| Szebasztián Szabó                                            | 100 m motylkowym (m)                 | 51,67      | 14.        | 51,89    | 14.      | NQ        | NQ      | [ 93 ] [ 94 ] [ 95 ]    |
| Kristóf Milák                                                | 200 m motylkowym (m)                 | 1:53,58    | 1.         | 1:52,22  | 1.       | 1:51,25   | złoto   | [ 96 ] [ 97 ] [ 98 ]    |
| Tamás Kenderesi                                              | 200 m motylkowym (m)                 | 1:55,18    | 8.         | 1:55,17  | 4.       | 1:54,52   | 4.      | [ 96 ] [ 97 ] [ 98 ]    |
| László Cseh                                                  | 200 m zmiennym (m)                   | 1:57,51    | 10.        | 1:57,64  | 8.       | 1:57,68   | 7.      | [ 99 ] [ 100 ] [ 101 ]  |
| Hubert Kós                                                   | 200 m zmiennym (m)                   | 1:58,47    | 20.        | NQ       | NQ       | NQ        | NQ      | [ 99 ] [ 100 ] [ 101 ]  |
| Dávid Verrasztó                                              | 400 m zmiennym (m)                   | 4:09,80    | 4.         | N/A      | N/A      | 4:10,59   | 4.      | [ 102 ] [ 103 ]         |
| Péter Bernek                                                 | 400 m zmiennym (m)                   | 4:12,38    | 13.        | N/A      | N/A      | NQ        | NQ      | [ 102 ] [ 103 ]         |
| Kristóf Rasovszky                                            | 10 km (m)                            | N/A        | N/A        | N/A      | N/A      | 1:48:59,0 | srebro  | [ 104 ]                 |
| Kristóf Milák Szebasztián Szabó Richárd Bohus Nándor Németh  | sztafeta 4 × 100 m dowolnym (m)      | 3:12,73    | 6.         | N/A      | N/A      | 3:11,06   | 5.      | [ 105 ] [ 106 ]         |
| Balázs Holló Gábor Zombori Dominik Kozma Richárd Márton      | sztafeta 4 × 200 m dowolnym (m)      | DSQ        | DSQ        | N/A      | N/A      | NQ        | NQ      | [ 107 ] [ 108 ]         |
| Richárd Bohus Tamás Takács Hubert Kós Péter Holoda           | sztafeta 4 × 100 m zmiennym (m)      | 3:34,91    | 13.        | N/A      | N/A      | NQ        | NQ      | [ 109 ] [ 110 ]         |
| Ajna Késely                                                  | 400 m dowolnym                       | 4:05,34    | 10.        | N/A      | N/A      | NQ        | NQ      | [ 111 ] [ 112 ]         |
| Ajna Késely                                                  | 800 m dowolnym (k)                   | 8:26,20    | 13.        | N/A      | N/A      | NQ        | NQ      | [ 113 ] [ 114 ]         |
| Ajna Késely                                                  | 1500 m dowolnym (k)                  | 15:59,80   | 9.         | N/A      | N/A      | NQ        | NQ      | [ 115 ] [ 116 ]         |
| Katalin Burián                                               | 100 m grzbietowym (k)                | 1:00,07    | 18.        | NQ       | NQ       | NQ        | NQ      | [ 117 ] [ 118 ] [ 119 ] |
| Katalin Burián                                               | 200 m grzbietowym (k)                | 2:09,10    | 8.         | 2:09,65  | 10.      | NQ        | NQ      | [ 120 ] [ 121 ] [ 122 ] |
| Katinka Hosszú                                               | 200 m grzbietowym (k)                | 2:12,84    | 20.        | NQ       | NQ       | NQ        | NQ      | [ 120 ] [ 121 ] [ 122 ] |
| Eszter Békési                                                | 200 m klasycznym (k)                 | 2:26,89    | 25.        | NQ       | NQ       | NQ        | NQ      | [ 123 ] [ 124 ] [ 125 ] |
| Dalma Sebestyén                                              | 100 m motylkowym (k)                 | 59,79      | 27.        | NQ       | NQ       | NQ        | NQ      | [ 126 ] [ 127 ] [ 128 ] |
| Boglárka Kapás                                               | 200 m motylkowym (k)                 | 2:08,58    | 5.         | 2:06,59  | 3.       | 2:06,53   | 4.      | [ 129 ] [ 130 ] [ 131 ] |
| Katinka Hosszú                                               | 200 m motylkowym (k)                 | DNS        | DNS        | DNS      | DNS      | DNS       | DNS     | [ 129 ] [ 130 ] [ 131 ] |
| Katinka Hosszú                                               | 200 m zmiennym (k)                   | 2:09,70    | 2.         | 2:10,22  | 7.       | 2:12,38   | 7.      | [ 132 ] [ 133 ] [ 134 ] |
| Dalma Sebestyén                                              | 200 m zmiennym (k)                   | 2:12,42    | 17.        | NQ       | NQ       | NQ        | NQ      | [ 132 ] [ 133 ] [ 134 ] |
| Viktória Mihályvári-Farkas                                   | 400 m zmiennym (k)                   | 4:35,99    | 6.         | N/A      | N/A      | 4:37,75   | 6.      | [ 135 ] [ 136 ]         |
| Katinka Hosszú                                               | 400 m zmiennym (k)                   | 4:36,01    | 7.         | N/A      | N/A      | 4:35,98   | 5.      | [ 135 ] [ 136 ]         |
| Anna Olasz                                                   | 10 km (k)                            | N/A        | N/A        | N/A      | N/A      | 1:59:34,8 | 4.      | [ 137 ]                 |
| Zsuzsanna Jakabos Laura Veres Evelyn Verrasztó Ajna Késely   | sztafeta 4 × 200 m dowolnym (k)      | 7:56,16    | 8.         | N/A      | N/A      | 7:56,62   | 7.      | [ 138 ] [ 139 ]         |
| Benedek Kovács Petra Halmai Richárd Márton Fanni Gyurinovics | sztafeta mieszana 4 × 100 m zmiennym | 3:47,15    | 15.        | N/A      | N/A      | NQ        | NQ      | [ 140 ] [ 141 ]         |

### Podnoszenie ciężarów
| Zawodnik   | Konkurencja      | Rwanie | Rwanie  | Podrzut | Podrzut | Razem  | Pozycja | Źródło  |
| Zawodnik   | Konkurencja      | Wynik  | Pozycja | Wynik   | Pozycja | Razem  | Pozycja | Źródło  |
| ---------- | ---------------- | ------ | ------- | ------- | ------- | ------ | ------- | ------- |
| Péter Nagy | +109 kg mężczyzn | 178 kg | 8.      | 218 kg  | 7.      | 396 kg | 7.      | [ 142 ] |

### Strzelectwo
| Zawodnik                    | Konkurencja                         | Kwalifikacje Faza 1 | Kwalifikacje Faza 1 | Kwalifikacje Faza 2 | Kwalifikacje Faza 2 | Finał | Finał   | Źródło                          |
| Zawodnik                    | Konkurencja                         | Wynik               | Pozycja             | Wynik               | Pozycja             | Wynik | Pozycja | Źródło                          |
| --------------------------- | ----------------------------------- | ------------------- | ------------------- | ------------------- | ------------------- | ----- | ------- | ------------------------------- |
| István Péni                 | karabin pneumatyczny (m)            | 629,4               | 7.                  | N/A                 | N/A                 | 186,5 | 5.      | [ 143 ] [ 144 ]                 |
| Zalán Pekler                | karabin pneumatyczny (m)            | 621,1               | 39.                 | N/A                 | N/A                 | NQ    | NQ      | [ 143 ] [ 144 ]                 |
| István Péni                 | karabin małokalibrowy 3 postawy (m) | 1173-64x            | 10.                 | N/A                 | N/A                 | NQ    | NQ      | [ 145 ] [ 146 ]                 |
| Zalán Pekler                | karabin małokalibrowy 3 postawy (m) | 1169-56x            | 18.                 | N/A                 | N/A                 | NQ    | NQ      | [ 145 ] [ 146 ]                 |
| Eszter Mészáros             | karabin pneumatyczny (k)            | 625,3               | 20.                 | N/A                 | N/A                 | NQ    | NQ      | [ 147 ] [ 148 ]                 |
| Eszter Mészáros             | karabin małokalibrowy 3 postawy (k) | 1161-48x            | 26.                 | N/A                 | N/A                 | NQ    | NQ      | [ 149 ] [ 150 ]                 |
| Eszter Mészáros István Péni | karabin pneumatyczny (mikst)        | 627,9               | 8.                  | 414,6               | 7.                  | NQ    | NQ      | [ 151 ] [ 152 ] [ 153 ] [ 154 ] |
| Veronika Major              | pistolet pneumatyczny (k)           | 566-10x             | 34.                 | N/A                 | N/A                 | NQ    | NQ      | [ 155 ] [ 156 ]                 |
| Veronika Major              | pistolet sportowy (k)               | 572-14x             | 35.                 | N/A                 | N/A                 | NQ    | NQ      | [ 157 ]                         |

### Szermierka
| Zawodnik                                                | Konkurencja              | 1/32             | 1/16                   | 1/8                   | Ćwierćfinały                | Półfinały          | Finał/o 3. miejsce | Finał/o 3. miejsce | Źródło  |
| Zawodnik                                                | Konkurencja              | Przeciwnik Wynik | Przeciwnik Wynik       | Przeciwnik Wynik      | Przeciwnik Wynik            | Przeciwnik Wynik   | Przeciwnik Wynik   | Pozycja            | Źródło  |
| ------------------------------------------------------- | ------------------------ | ---------------- | ---------------------- | --------------------- | --------------------------- | ------------------ | ------------------ | ------------------ | ------- |
| Áron Szilágyi                                           | szabla indywidualnie (m) | N/A              | Quintero W 15-7        | Abedini W 15-7        | Pakdaman W 15-6             | Bazadze W 15-13    | Samele W 15-7      | złoto              | [ 158 ] |
| Tamás Decsi                                             | szabla indywidualnie (m) | N/A              | Hartung P 8-15         | NQ                    | NQ                          | NQ                 | NQ                 | 29.                | [ 158 ] |
| András Szatmári                                         | szabla indywidualnie (m) | N/A              | Pakdaman P 12-15       | NQ                    | NQ                          | NQ                 | NQ                 | 21.                | [ 158 ] |
| Áron Szilágyi Tamás Decsi András Szatmári Csanád Gémesi | szabla drużynowo (m)     | N/A              | N/A                    | N/A                   | Stany Zjednoczone · W 45-36 | Włochy · P 43-45   | Niemcy · W 45-40   | brąz               | [ 159 ] |
| Gergely Siklósi                                         | szpada indywidualnie (m) | Bye              | Dong Chao W 15-9       | El Kord W 15-13       | Park Sang-young W 15-12     | Santarelli W 15-10 | Cannone P 10-15    | srebro             | [ 160 ] |
| Fanni Kreiss                                            | floret indywidualnie (k) | Bye              | Martina Batini W 15-10 | Dierigłazowa P 10-15  | NQ                          | NQ                 | NQ                 | 15.                | [ 161 ] |
| Kata Kondricz                                           | floret indywidualnie (k) | Bye              | Volpi P 5-15           | NQ                    | NQ                          | NQ                 | NQ                 | 29.                | [ 161 ] |
| Flóra Pásztor                                           | floret indywidualnie (k) | Mebarki W 15-8   | Thibus P 13-15         | NQ                    | NQ                          | NQ                 | NQ                 | 32.                | [ 161 ] |
| Fanni Kreiss Kata Kondricz Flóra Pásztor Aida Mohamed   | floret drużynowo (k)     | N/A              | N/A                    | N/A                   | Włochy · P 32-45            | Kanada · P 33-45   | Egipt · W 45-28    | 7.                 | [ 164 ] |
| Anna Márton                                             | szabla indywidualnie (k) | Bye              | Pérez Maurice W 15-12  | Choi Soo-yeon W 15-12 | Dayibekova W 15-11          | Wielika P 8-15     | Brunet P 6-15      | 4.                 | [ 165 ] |
| Liza Pusztai                                            | szabla indywidualnie (k) | Bye              | Chaabane W 15-12       | Qian Jiarui P 10-15   | NQ                          | NQ                 | NQ                 | 9.                 | [ 165 ] |
| Renáta Katona                                           | szabla indywidualnie (k) | Daghfous W 15-6  | Wielika P 4-15         | NQ                    | NQ                          | NQ                 | NQ                 | 32.                | [ 165 ] |
| Anna Márton Liza Pusztai Renáta Katona Sugar Battai     | szabla drużynowo (k)     | N/A              | N/A                    | N/A                   | Korea Południowa · P 40-45  | Japonia · P 42-45  | Chiny · P 30-45    | 8.                 | [ 166 ] |

### Taekwondo
| Zawodnik   | Konkurencja     | 1/8                 | Ćwierćfinał      | Półfinał         | Repesaż              | Finał/3.miejsce  | Finał/3.miejsce | Źródło  |
| Zawodnik   | Konkurencja     | Przeciwnik Wynik    | Przeciwnik Wynik | Przeciwnik Wynik | Przeciwnik Wynik     | Przeciwnik Wynik | Pozycja         | Źródło  |
| ---------- | --------------- | ------------------- | ---------------- | ---------------- | -------------------- | ---------------- | --------------- | ------- |
| Omar Salim | -58 kg mężczyzn | Dell’Aquila P 13-26 | NQ               | NQ               | Sawekwiharee W 43-22 | Jang Jun P 16-46 | 5.              | [ 167 ] |

### Tenis stołowy
| Zawodnik                                   | Konkurencja           | Eliminacje       | Runda 1             | Runda 2          | Runda 3          | 1/8 finału                       | Ćwierćfinały     | Półfinały        | Finał            | Finał   | Źródło  |
| Zawodnik                                   | Konkurencja           | Przeciwnik Wynik | Przeciwnik Wynik    | Przeciwnik Wynik | Przeciwnik Wynik | Przeciwnik Wynik                 | Przeciwnik Wynik | Przeciwnik Wynik | Przeciwnik Wynik | Pozycja | Źródło  |
| ------------------------------------------ | --------------------- | ---------------- | ------------------- | ---------------- | ---------------- | -------------------------------- | ---------------- | ---------------- | ---------------- | ------- | ------- |
| Bence Majoros                              | gra pojedyncza (m)    | Bye              | Larbi Bouriah W 4-0 | Groth P 1-4      | NQ               | NQ                               | NQ               | NQ               | NQ               | 33.     | [ 168 ] |
| Georgina Póta                              | gra pojedyncza (k)    | N/A              | N/A                 | Moret P 1-4      | NQ               | NQ                               | NQ               | NQ               | NQ               | 33.     | [ 169 ] |
| Dóra Madarász                              | gra pojedyncza (k)    | Bye              | Edem P 1-4          | NQ               | NQ               | NQ                               | NQ               | NQ               | NQ               | 49.     | [ 169 ] |
| Georgina Póta Dóra Madarász Szandra Pergel | turniej drużynowy (k) | N/A              | N/A                 | N/A              | N/A              | Japonia · P 0-3                  | NQ               | NQ               | NQ               | 9.      | [ 170 ] |
| Ádám Szudi Szandra Pergel                  | turniej mieszany      | N/A              | N/A                 | N/A              | N/A              | Wong Chun-ting Doo Hoi Kem P 0-4 | NQ               | NQ               | NQ               | 9.      | [ 171 ] |

### Triathlon
| Zawodnik                                                | Konkurencja | Pływanie                | Zmiana 1       | Jazda na rowerze        | Zmiana 2            | Bieg                    | Czas             | Pozycja          | Źródło  |
| ------------------------------------------------------- | ----------- | ----------------------- | -------------- | ----------------------- | ------------------- | ----------------------- | ---------------- | ---------------- | ------- |
| Zsanett Bragmayer                                       | kobiety     | 19:19                   | 0:42           | 1:03:07                 | 0:34                | 36:18                   | 2:00:00          | 12.              | [ 172 ] |
| Zsófia Kovács                                           | kobiety     | 20:30                   | 0:42           | okrążenie starty        | okrążenie starty    | okrążenie starty        | okrążenie starty | okrążenie starty | [ 172 ] |
| Bence Bicsák                                            | mężczyźni   | 17:55                   | 0:42           | 56:26                   | 0:29                | 30:24                   | 1:45:56          | 7.               | [ 173 ] |
| Węgry Tamás Tóth                                        | mężczyźni   | 18:07                   | 0:40           | 56:20                   | 0:33                | 32:39                   | 1:48:19          | 29.              | [ 173 ] |
| Zsanett Bragmayer Bence Bicsák Zsófia Kovács Tamás Tóth | sztafeta    | 03:53 04:07 04:31 04:12 | 0:39 0:38 0:44 | 10:33 09:53 10:53 09:52 | 0:30 0:28 0:30 0:28 | 06:29 05:31 06:34 05:40 | 1:26:43          | 11.              | [ 174 ] |

### Wioślarstwo
| Zawodnik                  | Konkurencja | Eliminacje | Eliminacje | Repasaż | Repasaż | Ćwierćfinały | Ćwierćfinały | Półfinały            | Półfinały | Finał           | Finał | Miejsce | Źródło  |
| Zawodnik                  | Konkurencja | Czas       | M.         | Czas    | M.      | Czas         | M.           | Czas                 | M.        | Czas            | M.    | Miejsce | Źródło  |
| ------------------------- | ----------- | ---------- | ---------- | ------- | ------- | ------------ | ------------ | -------------------- | --------- | --------------- | ----- | ------- | ------- |
| Bendegúz Pétervári-Molnár | M1x         | 7:04,42    | 2.         | N/A     | N/A     | 7:24,63      | 2.           | 6:59,08 Półfinał A/B | 5.        | 6:50,45 Finał B | 4.    | 10.     | [ 175 ] |

### Zapasy
| Zawodnik         | Konkurencja                    | 1/16             | 1/8              | Ćwierćfinał      | Półfinał         | Repesaż 1        | Finał            | Finał   | Źródło  |
| Zawodnik         | Konkurencja                    | Przeciwnik Wynik | Przeciwnik Wynik | Przeciwnik Wynik | Przeciwnik Wynik | Przeciwnik Wynik | Przeciwnik Wynik | Pozycja | Źródło  |
| ---------------- | ------------------------------ | ---------------- | ---------------- | ---------------- | ---------------- | ---------------- | ---------------- | ------- | ------- |
| Bálint Korpási   | -67 kg mężczyzn styl klasyczny | Bye              | Aslanian P 1-1   | NQ               | NQ               | NQ               | NQ               | 12.     | [ 176 ] |
| Tamás Lőrincz    | -77 kg mężczyzn styl klasyczny | N/A              | Ikram W w/o      | Yabiku W 3-1     | Garaji W 6-5     | N/A              | Machmudow W 2-1  | złoto   | [ 177 ] |
| Viktor Lőrincz   | -87 kg mężczyzn styl klasyczny | N/A              | Azisbekow W 6-1  | Kudla W 1-1      | Mutawalli W 9-2  | N/A              | Bełeniuk P 1-5   | srebro  | [ 178 ] |
| Alex Szőke       | -97 kg mężczyzn styl klasyczny | N/A              | Omarov W 3-1     | Jewłojew P 2-6   | NQ               | Melia W 5-1      | Michalik P 0-10  | 13.     | [ 179 ] |
| Ismaił Musukajew | -65 kg mężczyzn styl wolny     | N/A              | Destribats W 9-6 | Otoguro P 1-4    | NQ               | Tumurochir W 4-2 | Raszydow P 0-5   | 5.      | [ 180 ] |
| Marianna Sastin  | -62 kg kobiet styl wolny       | N/A              | Incze P 1-3      | NQ               | NQ               | NQ               | NQ               | 13.     | [ 181 ] |

### Żeglarstwo
| Zawodnik        | Konkurencja  | Wyścig | Wyścig | Wyścig | Wyścig | Wyścig | Wyścig | Wyścig | Wyścig | Wyścig | Wyścig | Wyścig | Wyścig | Wyścig | Punkty | Finałowa pozycja | Źródło  |
| Zawodnik        | Konkurencja  | 1      | 2      | 3      | 4      | 5      | 6      | 7      | 8      | 9      | 10     | 11     | 12     | M*     | Punkty | Finałowa pozycja | Źródło  |
| --------------- | ------------ | ------ | ------ | ------ | ------ | ------ | ------ | ------ | ------ | ------ | ------ | ------ | ------ | ------ | ------ | ---------------- | ------- |
| Mária Érdi      | Laser Radial | 19     | 18     | 16     | 16     | 2      | 17     | 14     | 11     | 15     | 25     | N/A    | N/A    | NQ     | 128    | 13.              | [ 182 ] |
| Sára Cholnoky   | RS:X (k)     | 27     | 27     | 27     | 21     | 25     | 15     | 24     | 19     | 24     | 23     | 20     | 21     | NQ     | 246    | 25.              | [ 183 ] |
| Benjámin Vadnai | Laser        | 7      | 21     | 9      | 15     | 16     | 18     | 17     | 21     | 21     | 25     | N/A    | N/A    | NQ     | 145    | 18.              | [ 184 ] |
| Zsombor Berecz  | Finn         | 2      | 2      | 9      | 4      | 6      | 7      | 3      | 5      | 4      | 4      | N/A    | N/A    | 2      | 39     | srebro           | [ 185 ] |

M – Wyścig medalowy